# ふたご座イオタ星
ふたご座ι星（ふたござイオタせい、ι Geminorum、ι Gem）は、ふたご座にある4等星である。年周視差に基づいて、太陽からの距離を計算すると、約136光年である

## 特徴
ふたご座の姿の中で、カストルとポルックスの中間に位置しており、4等星としては目立つ存在である。ふたご座の1等星ポルックスと似た特徴の黄色巨星で、スペクトル型はG9 IIIbと分類される。進化して主系列を離れ、レッドクランプ星にいたっており、ヘリウム核燃焼を起こしているものと推測される。表面の有効温度はおよそ4800 Kで、半径は太陽の10倍、質量は太陽の1.8倍程度とみられる。

## 名称
中国では、ふたご座τ星は五諸侯（拼音: Wu Zhū Hóu）という星官を、ふたご座θ星、ふたご座τ星、ふたご座υ星、ふたご座φ星と共に形成する。ふたご座ι星自身は、五諸侯三（拼音: Wu Zhū Hóu sān）つまり五諸侯の3番星と呼ばれる。
アメリカのアマチュア博物学者アレンによると、ファンク&ワグナルズの“Standard Dictionary of the English Language”では固有名プロプス（Propus）がふたご座ι星のものになっているというが、実際にはプロプスは、ふたご座η星に付けられた固有名である。